# Land grid array

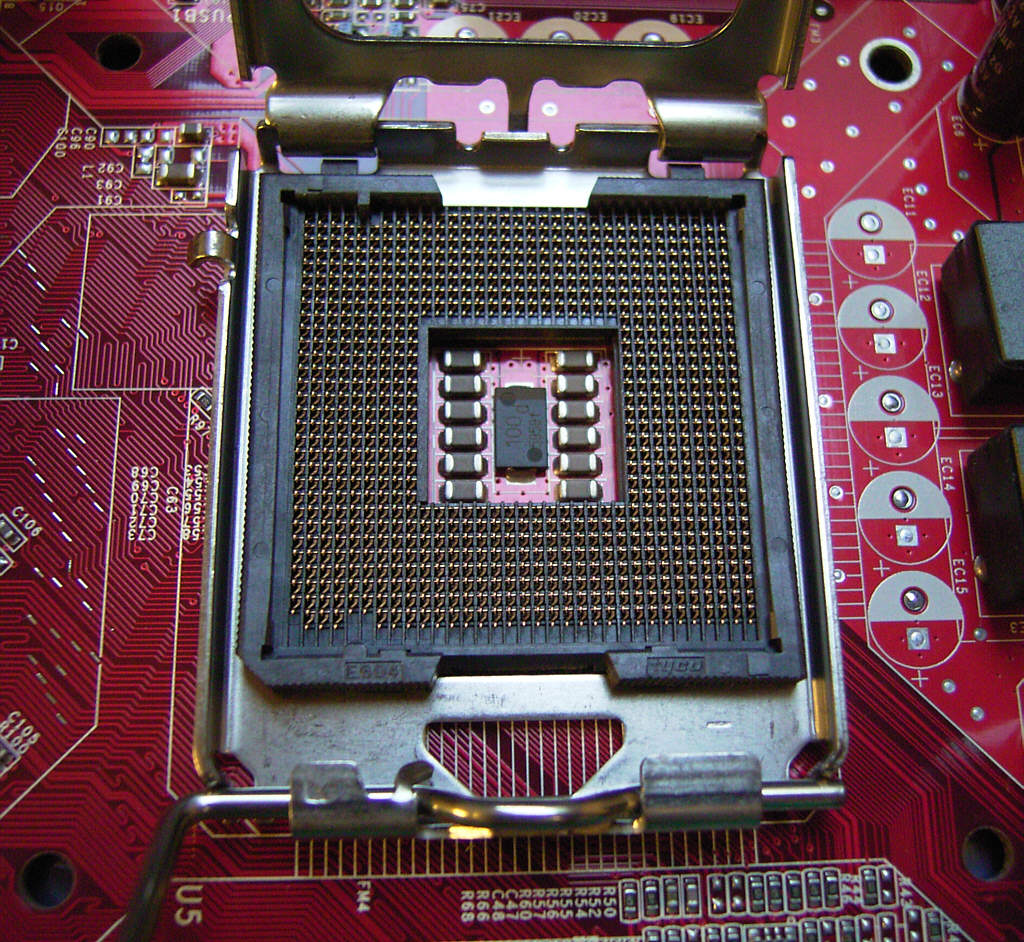
Soquete LGA 755.

Land grid array (LGA) é um padrão de soquete para processadores. Foi lançado pela Intel juntamente aos processadores Pentium 4 com núcleo Prescott, sendo totalmente diferente dos padrões slot e ZIF: os pinos não ficam no processador, mas no soquete. Também, a pressão do dissipador de calor sobre o processador é, em boa parte, passada à armadura de metal que envolve e protege o processador.

## Compatibilidade
Na compra de uma placa-mãe deve-se atentar a vários detalhes, porém, o mais importante é verificar se o soquete e o chipset da placa-mãe são compatíveis com o seu CPU, pois nem todos os soquetes podem ter a compatibilidade com qualquer processador, mesmo sendo um CPU muito poderoso. Um grande exemplo disso é a famosa "guerra" entre as duas marcas mais famosas do mercado, AMD e INTEL. Caso o soquete e o chipset da placa mãe seja específico para processadores AMD por exemplo, essa placa não terá a compatibilidade e nem o encaixe necessário para CPUs de marca INTEL, por isso, tenha muita atenção e tenha certeza que seu CPU é compatível com sua placa-mãe.

## Descrição
O land grid array é uma tecnologia de encaixe com um grande retangulo de contatos, 'aterrissagens'. Os contatos devem ser encaixados em uma grade de pinos no PCB. Nem todas as linhas e colunas da grade precisam ser usadas. Os contatos podem ser feitos com um soquete LGA ou com pasta de solda.
O soquete LGA está relacionado ao encaixe do Ball Grid Array (BGA) e Pin Grid Array (PGA). Ao contrário dos conjuntos de grade de pinos, os LGA’s são projetados para caber em um soquete ou ser soldados usando a tecnologia de montagem em superfície. Os soquetes PGA não podem ser soldados usando a tecnologia de montagem em superfície. Os pacotes BGA, entretanto, têm bolas (de estanho) como contatos entre o processador que são fundidas aos PCBs.

## Modelos de LGA
| \| Soquete \| Número De Pinos \| Data De Lançamento \| Processadores Compatíveis \| \| ---------------------- \| --------------- \| ------------------ \| -------------------------------------------------------------------------------------------------------- \| \| LGA775 - Soquete T \| 775 \| 2004 \| Xeon série 3000 \| \| LGA771 - Soquete J \| 771 \| 2006 \| Xeon séries 3000 e 5000 \| \| LGA1156 - Soquete H1 \| 1.156 \| 2009 \| Xeon série 3400 \| \| LGA1366 - Soquete B \| 1.366 \| 2009 \| Xeon séries 3500, 3600, 5500 e 5600 Pentium série 1400 \| \| LGA1248 \| 1.248 \| 2010 \| TItanium séries 9300, 9500 e 9700 \| \| LGA1567 - Soquete LS \| 1.567 \| 2010 \| Xeon séries 6500 e 7500 Xeon E7 \| \| LGA1155 - Soquete H2 \| 1.155 \| 2011 \| Xeon E3 Xeon E3 v2 Pentium 350 \| \| LGA2011 - Soquete R \| 2.011 \| 2011 \| Xeon E5 séries 1600, 2600 e 4600 Xeon E5 v2 séries 1600, 2600 e 4600 \| \| LGA1356 \| 1.356 \| 2012 \| Xeon E5 séries 1400 e 2400 Xeon E5 v2 série 2400 Pentium 1405 \| \| LGA1150 - Soquete H3 \| 1.150 \| 2013 \| Xeon E3 v3 Xeon E3 v4 \| \| LGA2011-1 - Soquete R2 \| 2.011 \| 2014 \| Xeon E7 v2 Xeon E7 v3 Xeon E7 v4 \| \| LGA2011v3 - Soquete R3 \| 2.011 \| 2014 \| Xeon E5 v3 Xeon E5 v4 \| \| LGA1151 - Soquete H4 \| 1.151 \| 2015 \| Xeon E3 v5 série 1200 Xeon E3 v6 série 1200 \| \| LGA3647 - Soquete P \| 3.647 \| 2016 \| Xeon Bronze Xeon Silver Xeon Gold Xeon Platinum série 8000 Xeon Phi x200 Xeon Phi 72x5 Xeon W série 3000 \| \| LGA2066 - Soquete R4 \| 2.066 \| 2017 \| Xeon W série 2000 \| \| LGA 1200 \| 1.200 \| 2020 \| Core i9/i7/i5 de 11ª geração Core i9/i7 de 10ª geração \| \| LGA 1700 (Não lançado) \| 1.700 \| 2022 \| i9-12900T i7-12700T i5-12600T i5-12500T i5-12400T i3-12300T i3-12100T \| |                 |                    | |
| Soquete | Número De Pinos | Data De Lançamento | Processadores Compatíveis                                                                                |
| LGA775 - Soquete T | 775             | 2004               | Xeon série 3000                                                                                          |
| LGA771 - Soquete J | 771             | 2006               | Xeon séries 3000 e 5000                                                                                  |
| LGA1156 - Soquete H1 | 1.156           | 2009               | Xeon série 3400                                                                                          |
| LGA1366 - Soquete B | 1.366           | 2009               | Xeon séries 3500, 3600, 5500 e 5600 Pentium série 1400                                                   |
| LGA1248 | 1.248           | 2010               | TItanium séries 9300, 9500 e 9700                                                                        |
| LGA1567 - Soquete LS | 1.567           | 2010               | Xeon séries 6500 e 7500 Xeon E7                                                                          |
| LGA1155 - Soquete H2 | 1.155           | 2011               | Xeon E3 Xeon E3 v2 Pentium 350                                                                           |
| LGA2011 - Soquete R | 2.011           | 2011               | Xeon E5 séries 1600, 2600 e 4600 Xeon E5 v2 séries 1600, 2600 e 4600                                     |
| LGA1356 | 1.356           | 2012               | Xeon E5 séries 1400 e 2400 Xeon E5 v2 série 2400 Pentium 1405                                            |
| LGA1150 - Soquete H3 | 1.150           | 2013               | Xeon E3 v3 Xeon E3 v4                                                                                    |
| LGA2011-1 - Soquete R2 | 2.011           | 2014               | Xeon E7 v2 Xeon E7 v3 Xeon E7 v4                                                                         |
| LGA2011v3 - Soquete R3 | 2.011           | 2014               | Xeon E5 v3 Xeon E5 v4                                                                                    |
| LGA1151 - Soquete H4 | 1.151           | 2015               | Xeon E3 v5 série 1200 Xeon E3 v6 série 1200                                                              |
| LGA3647 - Soquete P | 3.647           | 2016               | Xeon Bronze Xeon Silver Xeon Gold Xeon Platinum série 8000 Xeon Phi x200 Xeon Phi 72x5 Xeon W série 3000 |
| LGA2066 - Soquete R4 | 2.066           | 2017               | Xeon W série 2000                                                                                        |
| LGA 1200 | 1.200           | 2020               | Core i9/i7/i5 de 11ª geração Core i9/i7 de 10ª geração                                                   |
| LGA 1700 (Não lançado) | 1.700           | 2022               | i9-12900T i7-12700T i5-12600T i5-12500T i5-12400T i3-12300T i3-12100T                                    |

| \| Soquete \| Número De Pinos \| Data De Lançamento \| Processadores Compatíveis \| \| ------------------------ \| --------------- \| ------------------ \| -------------------------------------------------------- \| \| Soquete F (LGA 1207) \| 1207 \| 2006 \| Opteron séries 13xS, 2200, 2300, 2400, 8200, 8300 e 8400 \| \| Soquete C32 (LGA 1207) \| 1.207 \| 2010 \| Opteron série 4000 \| \| Soquete G34 (LGA 1944) \| 1.974 \| 2010 \| Opteron série 6000 \| \| Soquete SP3 (LGA 4094) \| 4.094 \| 2017 \| EPYC \| \| Soquete TR4 (LGA 4094) \| 4094 \| 2017 \| Ryzen Threadripper - Whitehaven, Colfax \| \| Soquete sTRX4 (LGA 4094) \| 4094 \| 2019 \| Ryzen Threadripper - Castle Peak \| |                 |                    |                                                          |
| Soquete | Número De Pinos | Data De Lançamento | Processadores Compatíveis                                |
| Soquete F (LGA 1207) | 1207            | 2006               | Opteron séries 13xS, 2200, 2300, 2400, 8200, 8300 e 8400 |
| Soquete C32 (LGA 1207) | 1.207           | 2010               | Opteron série 4000                                       |
| Soquete G34 (LGA 1944) | 1.974           | 2010               | Opteron série 6000                                       |
| Soquete SP3 (LGA 4094) | 4.094           | 2017               | EPYC                                                     |
| Soquete TR4 (LGA 4094) | 4094            | 2017               | Ryzen Threadripper - Whitehaven, Colfax                  |
| Soquete sTRX4 (LGA 4094) | 4094            | 2019               | Ryzen Threadripper - Castle Peak                         |